# 34713 Yesiltas
34713 Yesiltas este o planetă minoră (asteroid), cu un diametru de 9,563 km, din centura de asteroizi. A fost descoperită pe 29 iulie 2001 la Stația Anderson Mesa de Lowell Observatory Near-Earth-Object Search. 
Obiectul prezintă o orbită caracterizată de o semiaxă mare de 2,804772 UAi, o excentricitate de 0,18, o înclinație de 7,97506 ° în raport cu ecliptica.